# یواس‌اس پالاتکا (وای‌تی‌بی-۸۰۱)
یواس‌اس پالاتکا (وای‌تی‌بی-۸۰۱) (به انگلیسی: USS Palatka (YTB-801)) یک کشتی بود که طول آن ۱۰۹ فوت (۳۳ متر) بود. این کشتی در سال ۱۹۶۹ ساخته شد.